# Margenera comuna
La margenera comuna (Lasiommata megera) és una espècie de lepidòpter papilionoïdeu de la família dels nimfàlids (Nymphalidae) present als Països Catalans. És la més àmpliament distribuïda del seu gènere.

## Distribució i hàbitat
Es pot trobar al nord d'Àfrica, Europa i Àsia. És present a tota la península Ibèrica i Balears.
És freqüent en boscos oberts, assolellats i zones pedregoses. Viu des del nivell del mar fins a més de 2000 metres.

## Descripció
L'envergadura alar és d'entre 35 i 50 mm aproximadament. El mascle té l'anvers marró i groc ataronjat, amb ocels negres amb un punt blanc al centre. La femella presenta l'anvers més clar. Pot confondre's amb la bruna boscana. La margenera comuna és de les primeres papallones que vola a la primavera. Se la pot veure des del febrer fins a l'octubre, amb tres o quatre generacions l'any.

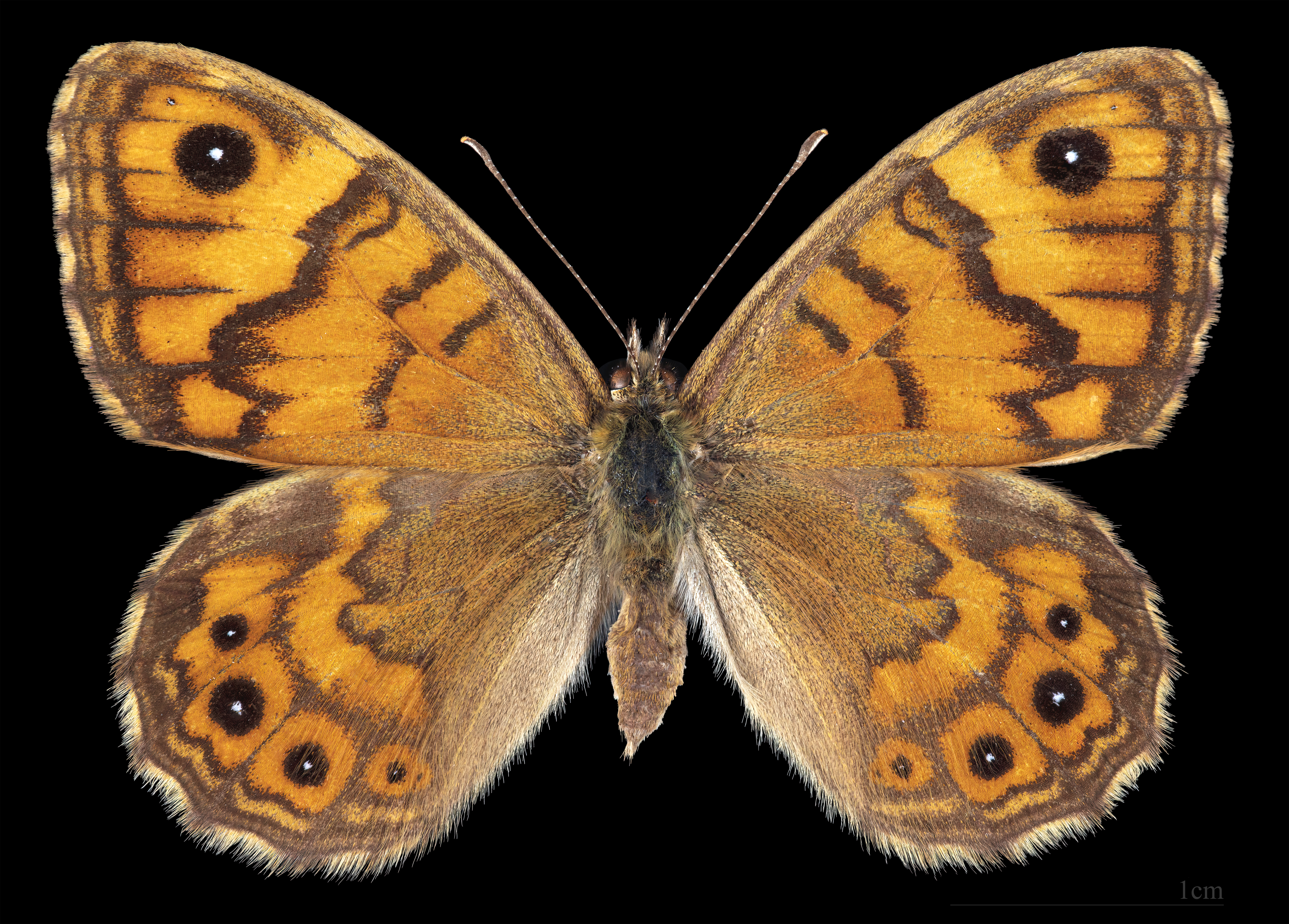
♀
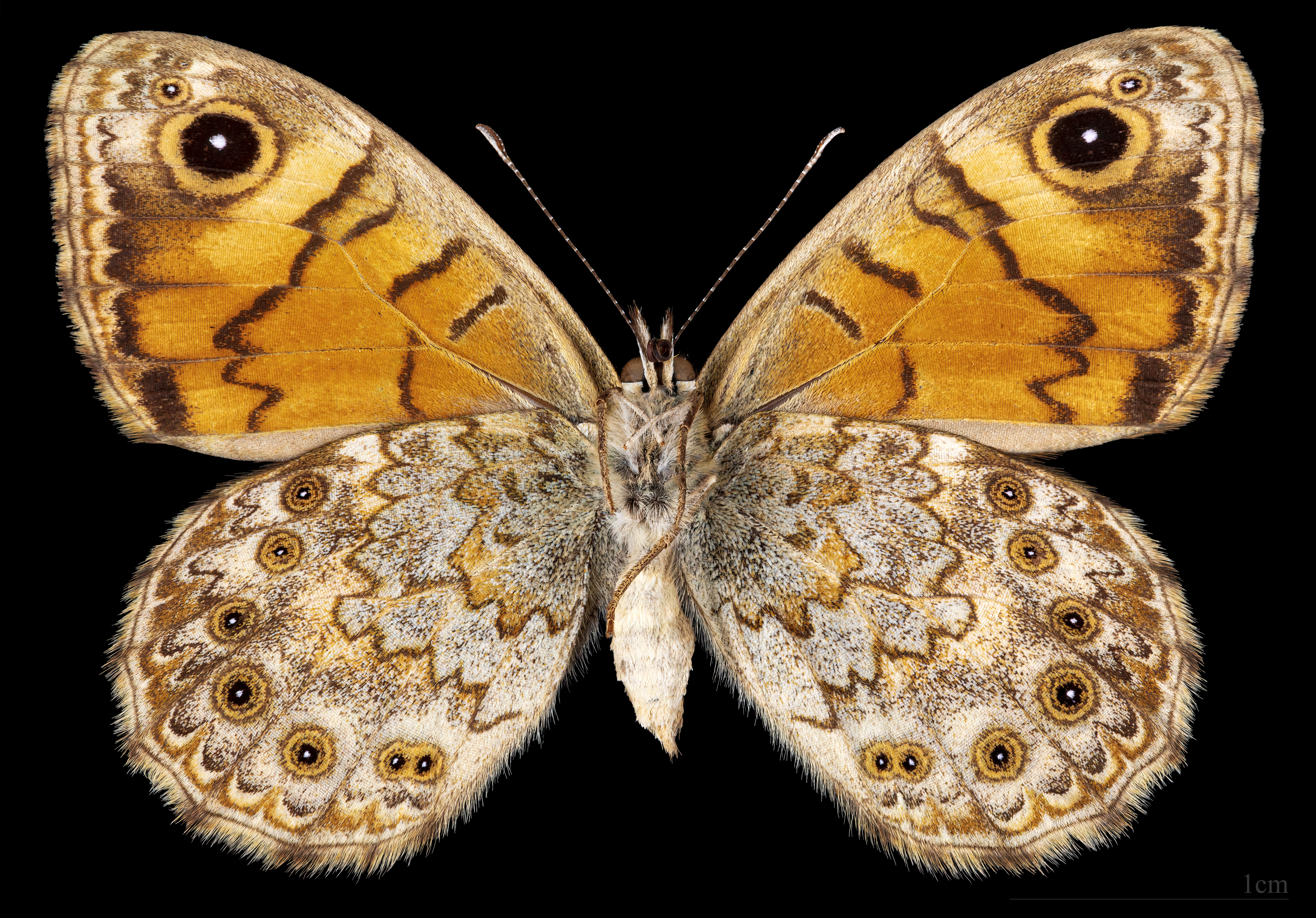
♀ △